# Jose ben Halafta
Jose ben Halafta Yose ben Halafta (ebraico: רבי יוסי בן חלפתא; Zippori, II secolo – Zippori, ...) era un saggio ebreo, rabbino Tanna della 4ª generazione (135 – 170 e.v.).
Fu discepolo di Rabbi Akiva e considerato uno dei principali studiosi di Halakhah e Aggadah del suo tempo. Fu insegnante e mentore di Judah haNasi e di altre figure ebraiche notabili, e viene quindi citato spesso nella Mishnah, il quinto saggio Tanna più nominato della Mishnah. Dei numerosi Rabbi Yose nel Talmud, Yose Ben Halafta è l'unico che viene citato semplicemente come "Rabbi Yose".

## Biografia
Della vita di Jose si conoscono solo i seguenti particolari: nacque a Zippori, ma la sua famiglia era di origine ebraica babilonese. Secondo una carta genealogica rinvenuta a Gerusalemme, Jose era discendente di Jonadab ben Rechab, nominato nella Bibbia insieme ai figli di Saul. Fu uno dei cinque principali allievi di Rabbi Akiva, chiamati "i Ristoratori della Legge", che furono in seguito ordinati rabbini da Judah ben Baba. Fu inoltre uno studente di Johanan ben Nuri e trasmise le sue halakhot insieme a quelle di Eutolemus. Pare che abbia anche studiato molto con suo padre, Halafta, la cui autorità invoca in parecchie occasioni. Il suo insegnante più importante fu comunque Akiva, il cui sistema Jose seguì per le sue interpretazioni della Legge. Dopo esser stato ordinato, in violazione dell'editto romano, Jose scappò in Asia Minore, dove rimase finché l'editto non fu abrogato. In seguito si stabilì a Usha, nella Galilea occidentale, che era allora la sede del Sinedrio. Poiché rimase muto quando il suo allievo Shimon bar Yohai attaccò in sua presenza il governo romano, fu costretto dai romani a tornare a Zippori, che trovò ridotta in stato rovinoso. Fondò lì una scuola fiorente, che attrasse molti allievi a causa della sua erudizione, e pare morisse in quel luogo. La fama del grande sapere di Jose attirò così tanti studenti che le parole "La giustizia e solo la giustizia seguirai" vennero anche interpretate col significato "segui Jose a Zippori". Fu molto lodato dopo la morte e il suo allievo Judah haNasi disse: "La differenza tra la generazione di Jose e la nostra è come la differenza tra il Santo dei Santi e il più profano."

## Halakhah
I suoi halakhot vengono citati in quasi tutta la Mishnah, come anche nella Baraita e Sifra. Il suo insegnamento fu molto sistematico, siccome si opponeva alle controversie, dichiarando che l'antagonismo tra le scuole di Shammai e di Hillel faceva quasi sembrare che ci fossero due Torah. Nel complesso, Jose adottò un compromesso tra i due halakhisti contendenti. Come suo maestro Akiva, Jose si occupò della punteggiatura che a volte accompagnano la scrittura della Bibbia, basando occasionalmente i suoi halakhot su tale punteggiatura. Fu generalmente liberale nelle decisioni halakhiche, specialmente quando interpretava le leggi sul digiuno e sui voti. In quei casi dove esisteva una differenza di opinioni tra Jose ed i suoi contemporanei, veniva adottata la decisione di Jose come norma di pratica.

## Cronologia biblica
Jose fu anche un eminente aggadista e la conversazione che ebbe con una matrona romana, risultante nella convinzione di quest'ultima che la religione ebraica fosse superiore a tutte, dimostra la sua grande abilità nell'interpretare i versetti biblici.
Jose viene considerato l'autore del Seder Olam Rabba, una cronaca dalla creazione fino al tempo di Adriano, per cui è anche noto come "Baraita di Rabbi Jose ben Halafta." Quest'opera, sebbene incompleta e molto concisa, mostra il sistema di Jose di codificare il materiale in ordine cronologico.
Jose è anche rinomato per i suoi detti etici, che sono caratteristici e mettono in particolare risalto lo studio della Torah. Esemplificò il detto del rabbino Abtalion "Ama il tuo mestiere"; poiché era un conciatore di professione, e praticava un mestiere poco amato ai suoi tempi. Una serie di detti etici di Jose su Shabbot (118b) mostrano una sua tendenza all'Essenismo. Come già menzionato, Jose si opponeva alle dispute, e quando il suo amico Judah desiderava escludere i discepoli di Rabbi Meir dalla sua scuola, Jose lo dissuase. Una delle sue massime caratteristiche è: "Colui che annuncia l'arrivo del Messia, colui che odia gli studiosi e i loro discepoli, e il falso profeta e il calunniatore non faranno parte del mondo futuro." Secondo lo storiografo e linguista Wilhelm Bacher questo detto era diretto contro gli ebrei cristiani.
A causa della sua fama di santo, la leggenda racconta che Jose incontrò Elia. Jose, ottemperando la legge del levirato, sposò la moglie di suo fratello, che era morto senza figli; da Jose la donna ebbe cinque figli: Ishmael, Eleazar, Menahem, Halafta (che morì prima del padre), e Eudemus.